# フランス軍事顧問団 (1884-1889)

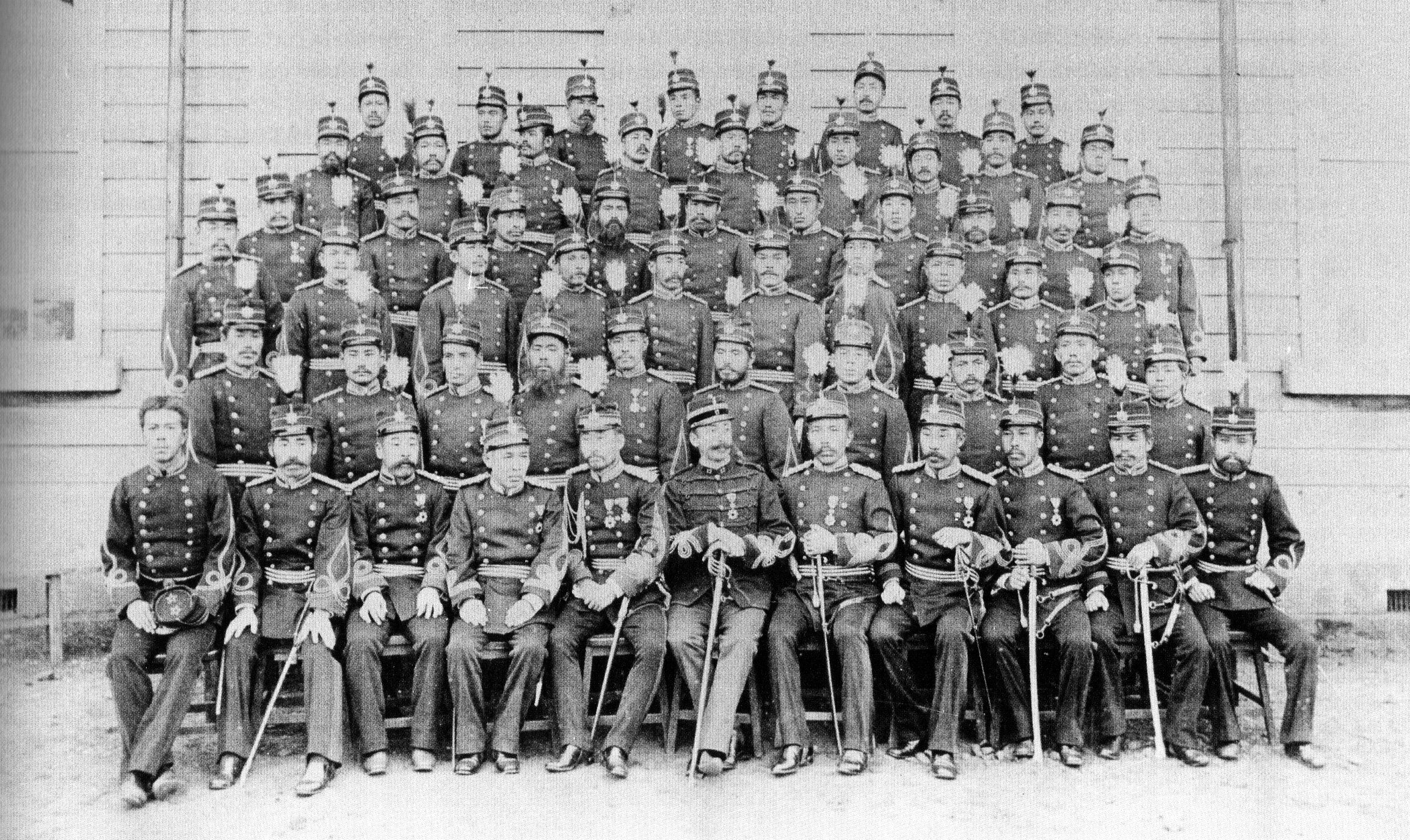
エチエン・ド・ヴィラール大尉（前列中央）。市ヶ谷の陸軍士官学校の生徒との写真

第三次フランス軍事顧問団（1884年-1889年）は、フランスから日本に派遣された3回目の軍事顧問団で、メンバーは5人であった。

## 概略
フランスは、第一次（1867年-1868年）及び第二次（1872年–1880年）に軍事顧問団を派遣しており、日本の陸軍の近代化に大きく貢献していた。
しかし、第三次軍事顧問団が派遣されたころには、日本はドイツ帝国の軍事制度に関心を持ち始めており、並行して2人のドイツ人顧問を雇っていた。特に、メッケルを陸軍大学校教官（1885年-1888年在任）に招聘し、参謀制度の改革に乗り出していた。
一方で、フランスは著名な軍事技術者であるルイ＝エミール・ベルタンを派遣することにより大日本帝国海軍にもかなりの影響を及ぼしていた。ベルタンは日本海軍の最初の大型艦である松島型防護巡洋艦の設計を担当し、一・二番艦はフランスで建造されたが、三番艦橋立は横須賀海軍造船所で建造されている。
団員の何人かは、日本の武術に関心を持った。エチエン・ヴィラールとジョセフ・キールは直心影流・榊原鍵吉の門下生となったが、日本の武術を学んだ最初期の外国人である。
また、軍楽隊の指導のためシャルル・ルルー（Charles Edouard Gabriel Leroux）が派遣され、『扶桑歌』『抜刀隊』などを作曲している。

## 顧問団メンバー
- ジョセフ・キール（Joseph Kiehl、1884年9月27日 – 1887年7月24日）。兵器及び兵站、肉体訓練と剣術。
- エチエン・ド・ヴィラール中尉（Étienne de Villaret、1884年10月29日 – 1887年10月28日）。戦略、射撃理論・実践
- アンリ・ベルトー中尉（Henri Berthaut、1884年10月29日雇用、1886年10月29日再雇用）顧問団の全体管理
- アンリ・レフェブレ歩兵大尉（Henri Lefèbvre、1887年9月25日 – 1889年1月26日)。戦略、射撃理論・実践、肉体訓練理論
- ルイ＝エミール・バルタン（Louis-Emile Bertin）

## 参考資料
- "Sabre et pinceau", Christian Polak, Chambre de Commerce et d'Industrie Française du Japon.
- "Ambassadeur au Pays du Soleil Levant dans l'ancien Empire du Japon", Hervé Bernard, autoédition Biarritz 2007, 266 pages en quadrichromie.
- "L'ingénieur général du génie maritime Louis, Emile Bertin 1840-1924 créateur de la marine japonaise à l'époque de Meiji Tenno", Hervé Bernard, autoédition Biarritz 2007, 84 pages en quadrichromie.